# نبرد مرو
نبرد مرو نخستین نبرد میان سپاه ازبک‌ها به فرماندهی شیبک خان با سپاه قزلباش ایران صفوی به فرماندهی شاه اسماعیل یکم بود که در سال ۱۵۱۰ میلادی رخ داد. در این جنگ که در نزدیکی مرو روی داد، سپاه ازبک‌ها شکست خورد و شیبک خان نیر کشته شد. در پی این جنگ مرزهای ایران از سوی شمال شرقی به رود جیحون رسید و خراسان از تسلط ازبک‌ها بیرون آمد.

## پیش‌زمینه جنگ
ازبکان به لحاظ علمی، ترکیبی از اقوام ترک و ایرانی‌گوی سکایی و ماساگت بوده و به لحاظ اسطوره‌شناختی، خود را منسوب به جغتای خان می‌دانند. ازبک نام یکی از سرداران این خاندان بود و همه اولوس ازبک به او منسوب هستند.

نگاره‌ای از شیبک خان، اثر کمال‌الدین بهزاد.

شیبک خان ازبک، بنیان‌گذار سلسله شیبانیان که همزمان با شاه اسماعیل یکم صفوی بود، در سال ۸۳۰ خورشیدی (۸۵۵ ق) به دنیا آمد. او به خانی ازبکان رسید و برای تسخیر ماوراءالنهر به جنگ‌های پیاپی با سلطان حسین میرزا تیموری (فرزند و جانشین سلطان حسین بایقرا در فرارود و خراسان) پرداخت. سرانجام پس از سال‌ها جنگ، در ۷ خرداد ۸۸۶ (۷ محرم ۹۱۳ق) در که جنگ بادغیس میان شیبک خان ازبک و پسران سلطان حسین میرزا تیموری رخ داد، ازبکان بر تیموریان پیروز شدند و بر فرارود و مرکز آن سمرقند چیره شدند. ازبکان پس از نابود کردن تیموریان، به جای آن‌ها نشستند و خراسان را نیز با کشتار و غارت تصرف کردند.

## نامه‌نگاری میان شیبک خان و شاه اسماعیل
ظاهراً شیبک خان پس از جنگ بادغیس، نامه‌ای به شاه اسماعیل یکم صفوی فرستاد و از پیروزی خود بر تیموریان و تسخیر فرارود خبر داد. شاه اسماعیل هم در مقابل از پیروزی خود بر علاءالدوله خبر داد و از او خواست که خراسان را واگذارد و هدایایی با این بیت برای او فرستاد:
| درخت دوستی بنشان که کام دل به بار آرد |  | نهال دشمنی برکن که رنج بی‌شمار آرد |

پس از آن نامه‌های غیردوستانه‌ای میان دو طرف رد و بدل شد. در پاسخ این نامه، شیبک خان به شاه اسماعیل می‌گوید که بهتر است پیشه پدری خود (درویشی) را دنبال کند و در پی کار خاندان مادری خود (پادشاهی) نباشد. چون شاه اسماعیل از طرف مادری به آق‌قویونلوها و اوزون حسن می‌رسید، شیبک خان این موضوع را به او یادآور شده بود؛ و برای اینکه شاه اسماعیل کار پدری‌اش را به یاد بیاورد، تحفه، عصا و کجکولی (وسایل درویشی) را برای او با این بیت فرستاد:
| امور مملکت و مُلک خسروان دانند |  | گدای گوشه‌نشینی تو حافظا مخروش |

و در پایان به شاه اسماعیل می‌گوید: «و اگر پای در سایه سلطنت گذاری از سر بیاندیش»:
| عروس مُلک کسی در کنار گیرد تنگ |  | که بوسه بر دم شمشیر آبدار زند |

شاه اسماعیل در پاسخ می‌گوید «اگر هر پسری را کار پدر کردن لازم بودی، همه فرزندان آدمند، همه را کار نبوت بایستی کرد و اگر پادشاهت البته به میراث بودی از پیشدادیان زیاد آمده به کیان نرسیدی و به چنگیز خود کی و به تو خود از کجا؟». سرانجام شاه اسماعیل اعلام می‌کند که برای جنگ آماده‌است.
در نامه بعدی در سال ۸۸۷ خورشیدی، شیبک خان با لحن جنگجویانه‌ای، شاه اسماعیل را به خاطر اختیار مذهب شیعه سرزنش می‌کند و از او می‌خواهد که دست از این مذهب بردارد، وگرنه به ایران خواهد تاخت و حصار اصفهان را با خاک یکسان خواهد کرد:
| نصیحت گوش کن جانا که از جان دوست‌تر دارند |  | جوانان سعادتمند پند پیر دانا را |

## یورش ازبکان به کرمان
در سال ۸۸۸ خورشیدی، ازبکان از گرفتاری شاه اسماعیل در شروان و سرکوبی شیخ شاه استفاده می‌کنند و به کرمان یورش می‌برند. شاه اسماعیل پس از آگاهی از این رخداد، قاضی ضیاءالدین نوراللّه عیسی را برای گفتگو پیش ازبکان می‌فرستد؛ اما نتیجه‌ای به دست نمی‌آید و ازبکان به تاخت و تاز بیشتری می‌پردازند.
شاه اسماعیل این بار شیخ محیی‌الدین احمد، مشهور به شیخ‌زاده لاهیجی را با نامه‌ای به نزد شیبک خان می‌فرستد. او در به خرده‌گیری‌های شیبک خان نسبت به مذهب شیعه پاسخ می‌دهد، اما شیبک خان برآشفته می‌شود و شیخ‌زاده لاهیجی را با نامه‌ای اهانت‌آمیز و جنگجویانه به همراه کمال‌الدین حسین ابیوردی فرستاده شیبک خان، به پیش شاه اسماعیل می‌فرستد.
شیبک خان در این نامه، از شاه اسماعیل با عنوان «اسماعیل داروغه» یاد می‌کند و از پهناوری قلمروی خود و شمار فراوان فرماندهان سپاهی خود سخن می‌گوید و می‌گوید که قصد دارد که به زیارت مکه و مدینه برود و اسماعیل باید راه‌های ایران را برای عبور او بازسازی کند و به نام او سکه بزند؛ با این بیت:
| ما را طمع به مُلک عراق خراب نیست |  | تا مکه و مدینه نگیرم، حساب نیست |

شاه اسماعیل هم در پاسخ او می‌گوید که قصد زیارت حرم علی بن موسی‌الرضا در مشهد را دارد و در سر راه با او دیدار خواهد کرد: «...چون به دولت و اقبال از قراباغ مراجعت کردیم مکتوب مرغوب سلطنت پناه کیوان دستگاه خاقانی محمد شیبانی رسید مضمون آن که دارالسلطنه هرات را فتح کردیم و اولاد سلطان المبرور و خاقان المغفور (فرزندان سلطان حسین بایقرا) را به قتل آوردیم.
| ای دوست بر جنازه دشمن چو بگذری |  | شادی مکن که بر تو همین ماجرا رود |

و نیز داعیه نموده بودند که به این طرف عزیمت نمایند. دغدغه به خود راه ندهند که بعد از نوروز سلطانی بی‌قضای ربانی به طواف آستانه حضرت سلطان الجن والانس، خاقان الاولیاء و برهان الاتقیاء الامام بالحق علی بن موسی الرضا علیه التحیة والثنا متوجه خواهیم شد که ضریحی جهت روضه مقدسه به وزن هفتاد من به جواهر مکلل ساخته‌ایم که گرد قبر آن حضرت گیریم. چون ما با رایات نصرت شعار به فتح و فیروزی و اقبال در مشهد مقدس نزول اجلال نمائیم آنچه خواست ایزدی باشد همان خواهد شد.
| دست در دامن حیدر زن و اندیشه مکن |  | هر که با نوح نشیند چه غم از طوفانش» |

## تصرف خراسان به‌دست شاه اسماعیل
سرانجام شاه اسماعیل یکم آماده جنگ می‌شود و در پاییز ۸۸۹ (۹۱۶ ق) از راه سلطانیه رهسپار ری شده و از آنجا به دامغان می‌رسد. حاکم دامغان، احمد سلطان ازبک که داماد شیبک خان است، می‌گریزد و خواجه احمد قنقرات از سرداران شیبک خان به خوارزم می‌شتابد. فرمانداران و گماشتگان شیبک خان که در دژهای سرراه بودند، پراکنده می‌شوند و فرمانداران ولایت‌های گرگان و ممالک خراسان با پیشکش‌های فراوان در چمن بسطام به نزد شاه اسماعیل می‌روند و پس از اینکه مورد محبت او قرار می‌گیرند به مناطق خود بازمی‌گردند.
در آن هنگام که آبان ۸۸۹ (رجب ۹۱۶ ق) بود، شیبک خان در هرات به سر می‌برد و چون خبر حرکت شاه اسماعیل را شنید به مرو گریخت. در پی او حاکم هرات نیز به مرو فرار کرد و از میان مردم ترکستان و طایفه ازبک، غیر از خواجه خرد، کسی در هرات باقی نماند که او هم در دژ اختیارالدین متحصن شد.
هنگامی که شاه اسماعیل به کنار رودخانه توس رسید، گروهی از سپاهیانش را برای گرفتن دژهای خراسان تعیین کرد و خود به زیارت حرم علی بن موسی‌الرضا در مشهد رفت و سپس در چهارباغ مشهد ساکن شد. پیشتازان لشکر قزلباش، چند تن از اعیان دشمن را از پیرامون تربت جام و لنگر گرفته و پیش او آوردند. آنان گفتند که شیبک خان به مرو گریخته و کسی از مخالفان در هرات نمانده‌است.

## محاصره مرو
شیبک خان ازبک پس از ورود به مرو، دژ آنجا را آماده دفاع کرد و ایلچیانی به سوی بخارا و فرارود فرستاد تا از عبیدالله خان و سایر خانان و سلاطین چنگیزی یاری بخواهد. شاه اسماعیل یکم رهسپار مرو شد، در سرخس مردم اظهار فرمانبرداری کردند.
شاه اسماعیل، محمد دانه بیگ افشار را به فرماندهی پیشانی (طلایه، مقدمه) سپاه برگزید و او را پیشتر روانه ساخت. شیبک خان نیز گروهی از سپاهیان نیرومندش را برای رویارویی با آن‌ها گسیل داشت. در نزدیکی روستای طاهرآباد آن دو گروه با هم جنگیدند و با اینکه محمد دانه بیگ افشار کشته شد، ولی قزلباشان بر ازبکان پیروز شدند و سایر آنان را به شهر مرو راندند.
در همین هنگام شاه اسماعیل به آنجا رسید و گروهی از سرداران نامدار و سربازان قزلباش به سوی قلعه یورش بردند. شیبک خان نیز گروهی از لشکریان فرارود را به استقبال آن‌ها فرستاد و عده‌ای از هر دو طرف کشته شدند و مدت هفت روز جنگ ادامه داشت تا اینکه شیبک خان مقرر کرد که سپاهیان ازبک در دژ بمانند و تا آمدن خانان چنگیزی از شهر بیرون نیایند.

### نیرنگ شاه اسماعیل
هنگامی که شاه اسماعیل فهمید که شیبک خان در انتظار لشکریان فرارود است، تدبیری اندیشید. او به ظاهر دست از محاصره مرو برداشت و یکی‌دو کوچ از آنجا عقب نشست و در روستای محمودی در سه فرسخی شهر مرو اردو زد و با ارسال نامه‌ای به شیبک خان، اعلام کرد که قصد دارد در مناطقی از خراسان قشلاق کند و در آغاز بهار برای جنگ بازخواهد گشت. سپس شاه اسماعیل، امیر بیگ موصلوی مُهردار را با سیصد سوار در سرپل رود محمودی گذاشت و به او دستور داد که به محض دیدن سپاه ازبک، پا به فرار بگذارد و به خود را به پادشاه برساند. سپس شاه اسماعیل خود رهسپار تلختان شد.
شیبک خان پنداشت که در نبود شاه اسماعیل، در آذربایجان شورشی رخ داده‌است و شاه برای فرونشاندن آن رهسپار آذربایجان شده‌است. با وجود این شیبک خان احتیاط کرد و دو روز از شهر بیرون نیامد و با سردران خود به مشورت پرداخت. قنبربی از سرداران ازبک پیشنهاد کرد که بهتر است که تا آمدن سپاهیان کمکی از فرارود منتظر بمانیم؛ ولی شیبک خان به تحریک سخنان همسرش مغول خانم با بهادران ازبک از دژ بیرون آمد و در پی سپاهیان ایران رفت.

## جنگ اصلی
امیر بیگ موصلوی مُهردار همانگونه که شاه اسماعیل یکم دستور داده بود پا به فرار گذاشت. شیبک خان از دیدن گریز آن‌ها خوشحال شد و از سیاه‌آب گذشت و امیر بیگ موصلو به خراب کردن پل آن رود پرداخت.
در نزدیکی روستای محمودی چون شیبک خان، شاه اسماعیل و سپاهیانش را دید، متوجه شد که نیرنگ خورده‌است؛ اما به ناچار آماده جنگ شد. او دو تن از سرداران نامی خود را بر جناح‌های چپ و راست لشکر خود گمارد و خود نیز در میانه سپاه قرار گرفت. شاه اسماعیل نیز چنین کرد.
در روز جمعه ۲۶ شعبان ۹۱۶ قمری جنگ با یورش ازبکان آغاز شد. سرداران شیبک خان صفوف سپاه ایران را درهم شکستند و آنان را عقب زدند. در این هنگام شکست سپاهیان ایرانی نزدیک شده بود. شاه اسماعیل با دیدن دلاوری دو سردار ازبک و شکست جناحین سپاه خود، سخت به هیجان می‌آید و «اللّه‌ اللّه گویان» به سپاه ازبک یورش می‌برد و سپاهیان قزلباش نیز به هیجان در آمدند. با حمله شخص شاه، پیروزی ازبکان عقیم می‌ماند و جنگ به نهایت شدت خود می‌رسد. ازبکان از طلوع آفتاب تا اذان ظهر پایداری می‌کنند؛ اما سرانجام پیروزی قزلباشان نمایان می‌شود. ازبکان که دیگر تاب پایداری ندارند روی به گریز می‌نهند. ایرانیان به دنبال آن‌ها می‌روند و گروهی از آنان را می‌کشند.
ازبکان در حالی که از ترس جان، سراسیمه می‌گریختند به سیاه‌آب رسیدند و از آن عبور کردند ولی بیشترشان غرق شدند. شیبک خان با پانصد تن از همراهانش به خرابه‌ای رسیدند که راه خروج نداشت. عده‌ای از قزلباشان آنجا را محاصره کردند و به تیراندازی پرداختند. ازبکان از ترس گزند، بر روی هم می‌رفتند و می‌کوشیدند که از دیوار خرابه بالا بروند، اما بیشترشان توسط سپاهیان ایران کشته می‌شدند و عده‌ای نیز در زیر دست و پای خود و اسب‌هایشان کشته می‌شدند، که شیبک خان نیز همین‌گونه کشته شد.
در این جنگ عده‌ای از مردم مرو کشته شدند. به دستور شاه اسماعیل، قنبربی و جان‌وفا میرزا از سرداران نامی ازبک که اسیر شده بودند و نیز ماموشی، قاضی منصور و همه سرداران و بزرگان ازبک را به قتل رساندند. میرزا محمدحیدر دوغلات می‌نویسد:
«نه کسی دیده و نه کسی شنیده و نه تاریخ، جنگی را ثبت کرده که در آن، این همه فرمانده سپاه کشته شده باشد...»
شاه اسماعیل در نامه‌ای به قانصوه غوری سلطان مصر این نبرد را چنین شرح می دهد: «...آنکه شیبک شیبانی که شعبه‌ای از درخت کفر چنگیزخانی بود در ممالک ماوراءالنهر و تمامی خراسان دست تسلط بگشود و باد نخوت و غرور و پندار در دماغ او راه یافته، سر از جاده استقامت برتافته و متعرض مملکت ایران می‌شد و از هر طرف به نهب و غارت مبادرت می‌نمود و ابواب ظلم و تعدی بر سایر بلاد و عباد می‌گشود:
| کسی را که بر گشت روز بهی     |  | دماغش ز نور خرد شد تهی    |
| خرابی نماید به هر بوم و بر   |  | نهالش دهد رنج و زحمت ثمر  |
| ز اقبال و بخت خود آید به تنگ |  | کند با سپهر برین عزم جنگ  |
| چو او را خرابی بود طبع و خو  |  | کند طبع ايام هم دفع او    |
| كسی نيک بيند به هر دو سرای   |  | که نیکی رساند به خلق خدای |

حفظ نوامیس الهی و رعایت قوانین خلافت و پادشاهی چنان اقتضا نمود که عساکر نصرت و ظفر‌قرین به عزم قلع و قمع آن شقی خسارت‌آئین روی توجه به صوب ممالک خراسان آورند. "ستدعون الی قوم اولی بأس شدید". به مجال عیان رسانیده یوم الجمعه سادس [عشرین] شهر شعبان المعظم سنه ست عشر و تسعمائه (جمعه ۲۶ شعبان ۹۱۶) در دارالملک مرو "یوم التقی الجمعان" تحقق یافت. محاربه و مجادله تمام واقع شد و آتش حرب و قتال به نوعی التهاب و اشتعال گرفت که بهرام خون‌آشام از خوف و اضطراب رجعت اختیار کرد:  
| ز هر سو شده تیر ناوک روان    |  | تو گفتی که پيک اجل شد دوان |
| روان گشته خون هر طرف همچو آب |  | سر جنگجویان درو چون حباب   |

غازیان ضرغام انتقام و مجاهدان بهرام اتسام زبان حال بدین مقال گشودند که:
| السيف و الخنجر ريحاننا |  | اف على النرجس والاس |
| شرابنا من دم اعدائنا   |  | و كأسنا جمجمة الراس |

از کشته پشته ساخته: 
| گرفته همه روی آفاق خون |  | شده عرصه این زمین لاله گون |

در این اثنا از مهب تأییدات غیبی نسائم فتوحات لاریبی وزیدن گرفت. شیبک شقاوت آثار و سایر امراء و انصار که از کثرت ازدحام از حیز شمار بیرون بودند، طعمه شمشیر و هدف نیزه و تبر گشتند و همگی ممالک ایران و توران به قبضه اقتدار و حیطه اختیار آمده، تمامی آن دیار از خبث وجود آن گروه نابکار پاک گشت...».

## سرنوشت جسد شیبک خان
به دستور شاه اسماعیل یکم در میان کشته‌شدگان به جستجو پرداختند و پیکر شیبک خان را درحالی که زیر دست و پای همراهانش خفه شده بود در خرابه یافتند و آن را نزد وی بردند. هنگامی که شاه اسماعیل پیکر شیبک خان را دید از شدت خشم سه ضربه شمشیر بر شکم او نواخت و دو دستش را قطع کرد. سپس، سر او را از تن جدا کردند و به دستور شاه اسماعیل قزلباشان لاشه او را خوردند: 
شاه اسماعیل فرمود: «قورچیان کثیرالاخلاص و ملازمان کثیرالاختصاص هر کس سر نواب همایون ما را دوست می‌دارد، از گوشت بدن این دشمن من قدری میل نماید.»
بر سر گوشت آن جسد چنان ازدحام و هجوم عام شد که چند کس مجروح و زخمی گشتند و (جمعی که دورتر بودند یک لقمه گوشت او را از جمعی که نزدیکتر بودند، به مبلغ کلی می‌خریدند و می‌خوردند) و آن گوشت خام به خاک و خون آغشته را بر وجهی خوردند که بنگیان گرسنه محتاج، در وقت در رسیدن کیف بنگ و طغیان جوع، گوشت بره فربه بریان را چنان به رغبت تناول ننمایند...
پوست سر او را کندند و آن را کاه پر کرده، نزد بایزید دوم سلطان عثمانی فرستادند. جمجمه شیبک را نیز با روکشی از طلا تزیین کردند که شاه اسماعیل با آن در مجالس باده‌نوشی می‌کرد. خواجه محمود ساغرچی (وزیر شیبک خان) نیز در یکی از آن مجالس حضور داشت و شاه از او پرسید: «آیا این سر را می‌شناسی؟» خواجه پاسخ داد: «سبحان‌الله، چه صاحب دولتی بود که هنوز دولت در او باقی است که با این حال بر روی دست چون تو صاحب اقبالی‌است که دم به دم از آن بادهٔ نشاط می‌نوشد.» شاه از گفته او خوشش آمد و وزارت ممالک کل خراسان را به او داد.
شاه اسماعیل فرمان داد که دست راست شیبک خان را نزد رستم روزافزون حاکم وقت مازندران ببرند. درویش بیگ یساول مأمور بردن آن شد و هنگامی که پیش رستم رسید، آن دست را بر دامن او انداخت و گفت:
شاه می‌فرمایند: «گفته بودی که دست من است و دامن دولت شیبک خان، چون دست تو به دامن او نرسید، اینک دست شیبک خان و دامن نکبت تو!»
دربارهٔ تاریخ درگذشت شیبک خان نیز این بیت گفته شده‌است:
| آمد «کلاه سرخ» و عدم گشت خان ازو |  | تاریخ فوت او ز قضا شد «کلاه سرخ» |

## جستار های وابسته
- جنگ‌های ایران و ازبکان
- جنگ چالدران

## یادداشت
1. ↑  تاریخ نبرد در کتاب حبیب السیر در روز جمعه اول رمضان و لب التواریخ  جمعه ۲۶ شعبان گفته شده است اما در این نامه جمعه سادس (۶) شعبان نوشته شده است که ظاهراً منظور جمعه سادس عشرین (۲۶) بوده است که با تاریخ لب التواریخ مطابقت دارد.
2. ↑  عبارت «کلاه سرخ» را شاعران ایرانی از آخر به اول، تبدیل به «هلاک خرس» کرده‌اند که هر دو عبارت به حساب ابجد ۹۱۶ (سال قمری) می‌شود.